# Renovación Española

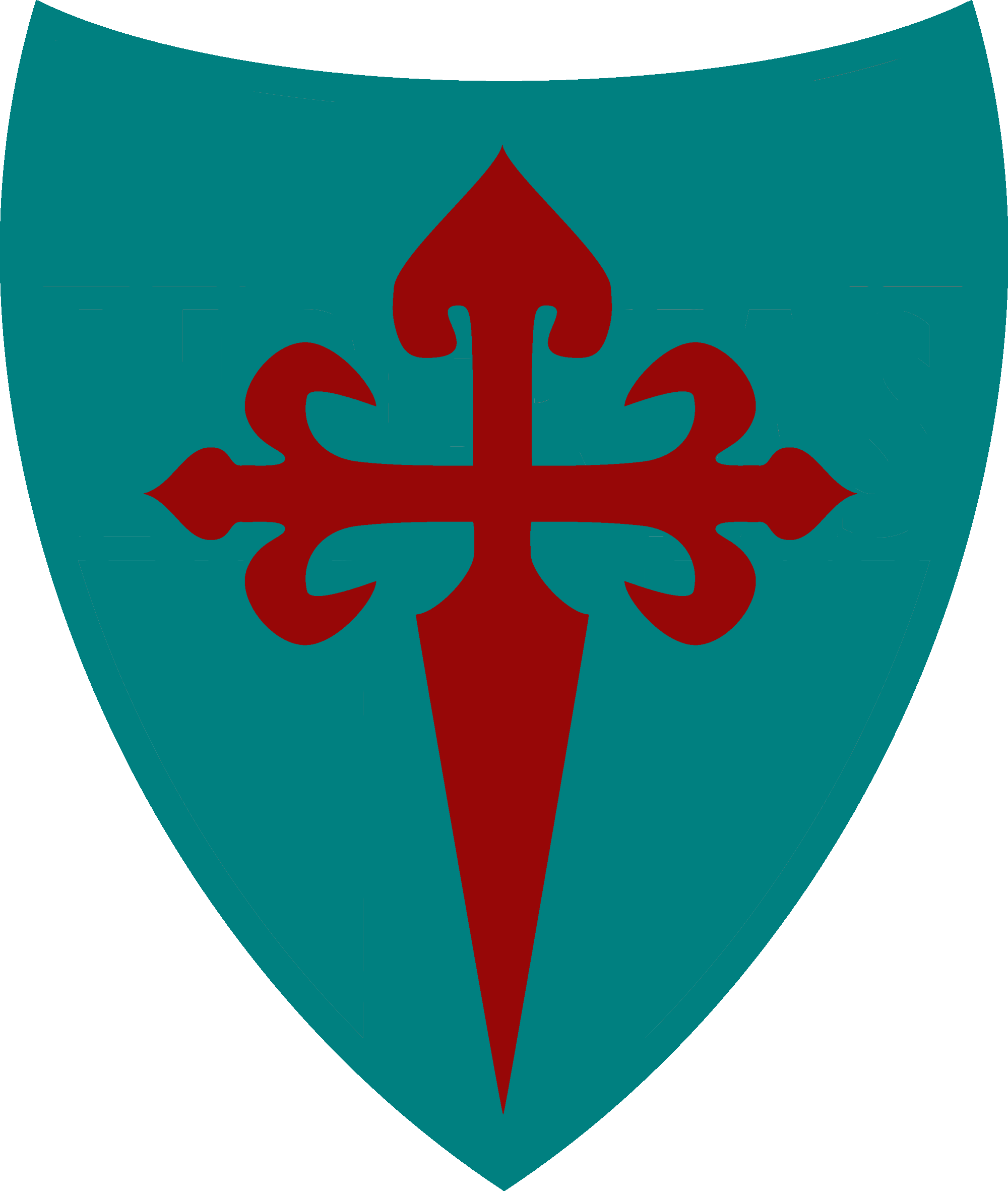
Znak Renovación Española, její monarchisté užívali jako svůj znak svatojakubský kříž.

Renovación Española (španělsky španělská obnova) je někdejší politická strana v době druhé španělské republiky.
Strana usilovala o restauraci monarchie v čele s králem Alfonsem XIII. a jeho následníky, na rozdíl od Karlistů, kteří požadovali nástup jiné linie na španělský trůn.
Předsedou strany Renovación Española byl Antonio Goicoechea, nejznámější tváří pak José Calvo Sotelo.